# Polska na Letniej Uniwersjadzie 2007
Polskę na Letniej Uniwersjadzie w Bangkoku reprezentowało 216 zawodników. Polska kadra wystąpiła w następujących dyscyplinach: badminton, gimnastyka, golf, judo, lekkoatletyka, pływanie, strzelectwo, szermierka, taekwondo oraz tenis. Polska wystąpiła także w trzech grach zespołowych: siatkówka (turniej mężczyzn, turniej kobiet), koszykówka (turniej kobiet), piłka nożna (turniej kobiet).

## Medale

### Złoto
- Witold Bańka, Piotr Klimczak, Piotr Kędzia, Daniel Dąbrowski – lekkoatletyka, sztafeta 4 × 400 m
- Mariola Wojtowicz, Joanna Staniucha-Szczurek, Aleksandra Liniarska, Anita Chojnacka, Dominika Koczorowska, Magdalena Godos, Katarzyna Wysocka, Dorota Ściurka, Berenika Tomsia, Monika Naczk, Dominika Kuczyńska, Marta Haładyn – siatkówka, turniej kobiet

### Srebro
- Piotr Klimczak – lekkoatletyka, bieg na 400 m
- Igor Janik – lekkoatletyka, rzut oszczepem
- Adam Gładyszewski – strzelectwo, karabinek sportowy, 50 m w pozycji leżąc
- Łukasz Czapla – strzelectwo, broń pneumatyczna w konkurencji ruchoma tarcza mix 10 m
- Łukasz Czapla – strzelectwo, ruchoma tarcza 10 m 30+30 przebiegi mieszane

### Brąz
- Joanna Zalesiak, Magdalena Gawrońska, Katarzyna Czubak, Anna Pamuła, Justyna Podziemska, Katarzyna Krężel, Magda Bibrzycka, Justyna Żurowska, Małgorzata Babicka, Izabela Piekarska, Marta Jujka, Karolina Piotrkiewicz – koszykówka, turniej kobiet
- Sylwia Ejdys – lekkoatletyka, bieg na 1500 m
- Magdalena Sobieszek – lekkoatletyka, pchnięcie kulą
- Urszula Jasińska – lekkoatletyka, rzut oszczepem
- Łukasz Wójt – pływanie, 200 m stylem zmiennym
- Agnieszka Staroń – strzelectwo, karabin sportowy, 50 m trzy postawy
- Piotr Daniluk – strzelectwo, pistolet szybkostrzelny na dystansie 25 m
- Iwona Machałek – judo, kategoria 52 kg
- Małgorzata Bereza – szermierka, szpada indywidualnie

## Kadra

### Badminton
- Adam Cwalina
- Małgorzata Kurdelska
- Wojciech Szkudlarczyk
- Agnieszka Wojtkowska

### Gimnastyka sportowa
- Kamil Hulbój
- Adam Kierzkowski
- Marek Łyszczarz
- Krzysztof Muchorski

### Golf
- Piotr Dąbrowiecki
- Jacek Person
- Maksymilian Sałuda
- Łukasz Wilk

### Pływanie
- Marcin Babuchowski
- Paulina Barzycka
- Agnieszka Gapińska
- Jakub Jasiński
- Beata Kamińska
- Katarzyna Staszak
- Marcin Unold
- Aleksandra Urbańczyk
- Michał Witkowski
- Łukasz Wójt
- Kajetan Załuski

### Judo
- Łukasz Bałanda
- Małgorzata Bielak
- Grzegorz Eitel
- Bartosz Garsztecki
- Małgorzata Górnicka
- Łukasz Koleśnik
- Tomasz Kowalski
- Iwona Machałek
- Marzena Makuła
- Kamil Panek
- Katarzyna Pułkośnik
- Beata Raińczuk

### Koszykówka
Joanna Zalesiak, Magdalena Gawrońska, Katarzyna Czubak, Anna Pamuła, Justyna Podziemska, Katarzyna Krężel, Magda Bibrzycka, Justyna Żurowska, Małgorzata Babicka, Izabela Piekarska, Marta Jujka, Karolina Piotrkiewicz – turniej kobiet

### Lekkoatletyka
- Rafał Augustyn
- Witold Bańka
- Wojciech Chybiński
- Daniel Dąbrowski
- Sylwia Ejdys
- Karolina Gronau
- Piotr Kędzia
- Katarzyna Kita
- Piotr Klimczak
- Urszula Jasińska
- Paweł Kruhlik
- Magdalena Sobieszek
- Marcin Starzak
- Tomasz Szymkowiak
- Benjamin Kuciński
- Marcin Lewandowski
- Igor Janik

### Piłka nożna
- Emilia Bezdziecka, Karolina Bochra, Anna Bocian, Eugenia Czech, Natalia Czerniejewska, Katarzyna Gaweł, Agnieszka Karcz, Daria Kasperska, Paulina Krawczak, Magdalena Mleczko, Alicja Pawlak, Joanna Płonowska, Anna Polok, Patrycja Pożerska, Katarzyna Rusek, Paulina Rytwińska, Marta Sęga, Anna Tymińska, Patrycja Wiśniewska, Dominika Wylężek, Anna Żelazko, Ewa Żyła – turniej kobiet

### Siatkówka
- Zbigniew Bartman, Patryk Czarnowski, Bartosz Gawryszewski, Marcel Gromadowski, Jakub Jarosz, Michał Kamiński, Bartłomiej Neroj, Łukasz Perłowski, Paweł Rusek, Marcin Wika, Paweł Woicki, Wojciech Żaliński – turniej mężczyzn
- Anita Chojnacka, Aleksandra Liniarska, Magdalena Godos, Monika Naczk, Marta Haładyn, Agata Sawicka, Dominika Koczorowska, Joanna Staniucha-Szczurek, Dominika Kuczyńska, Dorota Ściurka, Berenika Tomsia, Mariola Wojtowicz, Katarzyna Wysocka – turniej kobiet

### Strzelectwo
- Beata Bartków-Kwiatkowska
- Marlena Bartoszczyk
- Łukasz Czapla
- Dariusz Czerwień
- Piotr Daniluk
- Adam Gładyszewski
- Kamil Jamróz
- Agnieszka Korejwo
- Sandra Stankiewicz
- Agnieszka Staroń
- Paulina Wardęga

### Tenis
- Klaudia Jans
- Joanna Sakowicz
- Radosław Nijaki
- Filip Urban

### Szermierka
- Małgorzata Bereza
- Karolina Chlewińska
- Tomasz Ciepły
- Hanna Cygan
- Radosław Glonek
- Anna Janas
- Magdalena Knop
- Magdalena Piekarska
- Izabela Sajewicz
- Małgorzata Stroka
- Marta Wątor
- Andrzej Witkowski
- Marcin Zawada
- Katarzyna Karpińska

### Taekwondo
- Kamil Chwesiuk
- Karol Franz
- Maciej Ruta
- Łukasz Scheffler
- Łukasz Śmigaj
- Michał Łoniewski